# Goldfields-Esperance
Koordinaten: 31° 0′ S, 123° 0′ O
Die Goldfields-Esperance, auch Golden Outback genannt, ist eine der neun Regionen in Western Australia. Sie befindet sich im Südosten von Western Australia. Die Region grenzt an Wüsten im Norden, die Wheatbelt-Region im Westen, den Ozean im Süden an der Großen Australischen Bucht und hat Grenzen mit dem Northern Territory und South Australia im Osten.  Diese Region ist mit 771.276 km² die größte Region in Western Australia.

## Lokale Verwaltungseinheiten
Verwaltet wird die Goldfields-Esperance-Region durch die neun Local Government Areas: Shire of Coolgardie, Shire of Dundas, Shire of Esperance, City of Kalgoorlie-Boulder, Shire of Laverton, Shire of Leonora, Shire of Menzies, Shire of Ngaanyatjarraku und Shire of Ravensthorpe.

## Geographie und Geologie
Die gesamte Region ist ein flaches Plateau, das im Präkambrium entstand. Die Felsen entstanden noch vor dem Paläozoikum. Diese geologische Besonderheit und die Abwesenheit von Eiszeiten seit dem Karbon führte zur Unfruchtbarkeit der Böden und zur Versalzung, daher ist keine Viehzucht möglich. Es gibt in diesem Gebiet keine Flüsse und der Niederschlag ist extrem gering und versickert meist unverzüglich. Das Grundwasser ist versalzen. Im Norden liegen die Kleine Sandwüste und die Gibsonwüste und im Osten liegt die Nullarbor-Wüste.

## Klima
Das Klima ist heiß und trocken. Der jährliche Niederschlag beträgt um 250 mm. Lediglich in der Region bei Esperance und im Cape-Arid-Nationalpark fällt im Winter Regen bis zu etwa 635 mm. Der meiste Regen fällt durch Gewitter im Frühling oder Winter oder wenn Wolken von Nordwesten im Herbst und Winter über das Land ziehen. Es gibt aber auch Zyklone, die von Pilbara kommend zu heftigen Niederschlägen führen können.

## Bevölkerung
Die Region hat eine Bevölkerung von etwa 59.000 Menschen, wovon etwa die Hälfte in Kalgoorlie-Boulder leben und ein weiteres Viertel im Shire of Esperance lebt. Der Rest verteilt sich auf die anderen Shires. Fast 10 % der Bevölkerung sind Nachkömmlinge der Aborigines.

## Ökonomie
Das Gebiet war bis 1882 kaum bevölkert; als jedoch der Goldrausch von Coolgardie ausbrach, kamen zahlreiche Menschen in dieses Gebiet. Die Wirtschaft der Goldfields-Esperance-Region basiert auch heute noch auf der Ausbeutung der Metall- und Mineralvorkommen, vor allem durch den Bergbaukonzern BHP Billiton, der dort Gold und Nickel abbaut. Im Süden bei Esperance basiert die Ökonomie auf Landwirtschaft und Fischfang, Weizen- und Gerstenanbau.